# Плащ и кинжал (сериал)
„Плащ и кинжал“ (на английски: Cloak & Dagger) е американски сериал, създаден от Джо Покаски.
Базиран е върху едноименните персонажи на Марвел Комикс. Първият сезон на сериала съдържа 10 епизода и излиза по Freeform на 7 юни 2018 г. Сериалът е част от Киновселената на Марвел.
След втория сезон Freeform спира сериала на 24 октомври 2019 г.

## Резюме
В първи сезон, Танди Боуен и Тайрон Джонсън си имат тайни които не са споделяли с никой. Танди става свидетел на това, как семейството и се разрушава след страшна буря, но животът и започва да се променя след като среща младо момче. Тайрон иска да докаже на всички, че не го е страх, но след като губи най-ценното за него, започва да се страхува и да се затваря. Всичко започва да се променя, след като среща младо момиче.
Вър втория сезон, Танди и Тайрон свикват със суперсилите си, които са свързани един с друг. Двамата се срещат с по-сериозни предизвикателства като супергерои, докато те се учат и порастват емоционално, ще порасне и тяхната сила. Те се научават да използват надеждите и страховете в метафизичния свят, докато борят с безсърдечен злодей, който използва отчаянието като най-голямото си оръжие.

## Главни герои
- Оливия Холт – Танди Боуен / Кинжал
- Обри Джоузеф – Тайрон Джонсън / Плащ
- Андреа Рот – Мелиса Боуен
- Глория Рубен – Адина Джонсън
- Майлс Мюсенден – Отис Джонсън
- Карл Лундстед – Лиъм Уолш
- Ема Лахана – Бриджит О'Райли и Мейхем
- Джейми Зевалос – Отец Франсис Делгадо
- Джей Ди Евърмор – Джеймс Конърс